# Хлыбов, Пётр Михайлович
Пётр Миха́йлович Хлы́бов (23 декабря 1914, Ядыково, Конганурская волость, Уржумский уезд, Вятская губерния, Российская империя — 3 декабря 1989, Йошкар-Ола, Марийская АССР, РСФСР, СССР) — советский деятель образования, педагог. Министр просвещения Марийской АССР (1954―1963), проректор Марийского педагогического института имени Н. К. Крупской (1963—1974), председатель Марийского отделения Педагогического общества РСФСР (1966—1975). Заслуженный учитель школы РСФСР (1960). Участник Великой Отечественной войны. Член ВКП(б) с 1941 года.

## Биография
Родился 23 декабря 1914 года в дер. Ядыково ныне Куженерского района Марий Эл.
Окончил Верхушнурскую начальную и Конганурскую семилетнюю школы Куженерского района Марийской автономной области, после чего с 1929 года продолжил обучение в Яранском педагогическом училище, но в 1932 году из-за тяжёлых материальных условий вынужден был оставить учёбу и поступил на работу в Кадамскую начальную школу Новоторъяльского района Маробласти. В 1937 году окончил с отличием Марийский педагогический институт, по окончании которого начал преподавать русский язык и литературу в Горномарийском педагогическом училище Марийской АССР.
В декабре 1939 года призван в РККА, в 1941 году принят в ВКП(б). Участник Великой Отечественной войны с первых дней (призван на фронт Горномарийским районным военкоматом): заместитель политрука (помощник начальника штаба полка), командир взвода 437 пушечного артиллерийского полка, гвардии младший лейтенант. Контужен, ранен, после излечения от тяжёлого ранения в 1944 году — командир топовычислительного взвода штабной батареи 306 артиллерийского Дрогобичского полка 155 стрелковой дивизии 3-го Украинского фронта, гвардии лейтенант. С боями прошёл Польшу, Чехословакию, Венгрию, Австрию, был в Румынии. В августе 1946 года демобилизовался из армии. Награждён орденами Отечественной войны II степени и Красной Звезды, а также медалями, в том числе медалью «За боевые заслуги».
После демобилизации из армии вернулся в Йошкар-Олу и начал работать в Министерстве просвещения Марийской АССР: инспектор школ, с 1949 года — заместитель министра, в 1954—1963 годах — министр. В 1963—1974 годах был проректором Марийского педагогического института имени Н. К. Крупской. В 1966—1975 годах — председатель Марийского отделения Педагогического общества РСФСР. Известен как активный участник разработки программ и автор учебников и книг для чтения по русскому языку и книг по литературному чтению для марийских школ в конце 1940-х — 1960-е годы.
Занимался и общественной деятельностью: в 1955—1963 годах избирался депутатом Верховного Совета Марийской АССР V и VI созыва.
За долголетний добросовестный труд и вклад в развитие народного образования в 1960 году ему было присвоено почётное звание «Заслуженный учитель школы РСФСР». Также награждён медалями, в том числе медалью «За трудовую доблесть», а также 2-мя почётными грамотами Президиума Верховного Совета Марийской АССР.
Ушёл из жизни 3 декабря 1989 года в Йошкар-Оле, похоронен там же.

## Звания и награды
- Заслуженный учитель школы РСФСР (1960)[1][2][4][5]
- Орден Отечественной войны II степени (06.04.1985)[11]
- Орден Красной Звезды (14.05.1945)[7]
- Медаль «За боевые заслуги» (16.08.1944)[7]
- Медаль «За оборону Кавказа» (09.05.1945)[12]
- Медаль «За победу над Германией в Великой Отечественной войне 1941—1945 гг.» (09.05.1945)
- Медаль «За трудовую доблесть» (1960)[1][2]
- Медаль «За доблестный труд. В ознаменование 100-летия со дня рождения Владимира Ильича Ленина»
- Почётная грамота Президиума Верховного Совета Марийской АССР (1957, 1964)[1][2]